# 新田真剣佑
新田 真剣佑（あらた まっけんゆう、Arata Mackenyu, 1996年11月16日 - ）は、日本・アメリカ合衆国の俳優。本名は前田 真剣佑（まえだ まっけんゆう）、旧芸名は真剣佑（まっけんゆう）。
父は千葉真一、弟は眞栄田郷敦、異母姉は真瀬樹里、叔父は矢吹二朗。

## 経歴
アメリカカリフォルニア州ロサンゼルス郡サンタモニカで、千葉真一の長男として生まれる。幼少から空手道（極真会館）・器械体操・水泳・ピアノの稽古にあけくれていた。空手についてはLA空手大会で優勝する実力を持つ。2005年の『アストロ球団』、千葉が主演・監督した2007年の『親父』に子役で出演しているが、学業を優先し、高校を卒業するまではハリウッドで暮らす。
2012年からアメリカで映画『SPACE MAN』『テイク・ア・チャンス 〜アメリカの内弟子〜』やショートフィルム『TADAIMA』『CALIFORNIA LIFE』らの出演作品をクランクアップ。これらは2014年現在、順次アメリカのみで公開されている。
2014年の2月15日に千葉真一と梅宮辰夫の対談が放送された『大きなお世話TV』 (EX) では千葉に手招きされ、飛び入りで収録に参加。5月3日に全国公開される千葉が出演した『歌舞伎町はいすくーる』の特別試写会では、出演していないが千葉と共に登壇し話題を集める。Yahoo! JAPANの検索上昇ワードでも連日上位にランクインしたため、4月22日から『バイキング (テレビ番組) 』では、ジャンピングハイキックで杉板を試し割り、袴姿での殺陣を披露し、25日まで4日間連続出演した。
同年、浅井企画に所属して、日本で芸能活動をスタート。生まれたアメリカ合衆国ではなく、日本で活動し始めた理由を「ハリウッドの主役は味わいある大人が多く、60歳を越えていても主役を張れる。日本とアメリカは逆だから、この年で作品を残せるのは日本かなと思いました」と答えている。
2015年、『劇場版 仮面ライダードライブ サプライズ・フューチャー』で竹内涼真演じる主人公の息子・泊エイジ / 仮面ライダーダークドライブ役で出演。父・千葉真一に同作出演を伝えたのは一週間前だといい、「内緒にしていました」と制作発表会で話している。
2016年、『ちはやふる -上の句- / -下の句-』において作中で重要な登場人物を演じ、第40回日本アカデミー賞の新人俳優賞を受賞した。
2017年5月22日にトップコートへ所属事務所を移籍し、『ちはやふる -上の句- / -下の句-』で演じた役名「綿谷新（わたや あらた）」が改めて芝居を志すきっかけになったとして、原作者の末次由紀の許可を得て役名から一字貰い、新田 真剣佑（あらた まっけんゆう）へ改名した。
2020年12月19日、海外映画の撮影を優先させるため、2021年4月にトップコートを円満退社して国内での俳優活動を休止した。ファンクラブはトップコートとは別運営のため、継続されている。
2021年11月、『ONE PIECE』にて、ロロノア・ゾロ役を務めることが発表された。
2023年1月22日、眞栄田郷敦と一緒にそれぞれ一般女性と結婚したことを発表。千葉真一生誕84回目となるこの日に、真剣佑と郷敦は「父の誕生日である1月22日に揃って発表しよう」と事前に決めていたので、兄弟の結束の強さを示す格好となった。千葉は生前、彼らから妻となる女性たちを紹介され、食事を共にしており、息子たちの相手を気に入っていたことから、彼らの結婚を楽しみにしていた。

## 人物
名は千葉真一が「真実の剣を持って、人の右に出てほしい」という思いを込めて命名された。特技は 水泳・乗馬・殺陣・空手・レスリング・体操・水球・スキー・ピアノ・フルート・アルトサックス。殺陣やアクションは千葉から直接教わったほか、千葉の門下生である西田真吾にも学んでいる。真剣佑にとって、西田は今でも父親代わりのような存在だと述べている。
子供のころの夢は「役者の他にアメリカの警察官、弁護士になりたかった」と写真集で述べている。歯の白さを保つため、茶や清涼飲料水などの色のついた飲み物は控えるようにしている。現在はこの規則を緩め、タピオカなどもハマっている。
『ちはやふる』の撮影前、監督の指示で舞台の福井県で短期間暮らしたことがある。暮らしている間に焼肉店でアルバイトも経験した。
アバンティーズとプライベートで親交があり、2019年11月のアバンティーズの動画で声のみ出演し、2021年3月20日の動画でコラボを果たした。ナオキマンとも、個人的な親交がある事を明かしている。
オスマン・サンコンは千葉真一との親交から真剣佑とも付き合いがあり、2021年に真剣佑がギニアに文房具、ウォーターボトル、Tシャツを200枚くらい送っていたことについて、サンコンは「マッケンはそういう話を外ではあんまり言いたがらないけど、子供たちはすごく喜んでたよ！」と感謝している。
また、プライベートの趣味にポケモンカードゲームを持つ。

## 出演
※太字は主演。出演年月日順

### 映画

#### 海外映画
- SPACE MAN（2013年、アメリカ）- 主演 ※短編映画[36]
- テイク・ア・チャンス〜アメリカの内弟子〜[1][10]（2015年、アメリカ）- 主演・マサタロウ[11] ※日本公開は2017年[11]。
- パシフィック・リム: アップライジング（2018年、アメリカ）- リョウイチ
- 聖闘士星矢 The Beginning（2023年、アメリカ）- 主演・天馬星座の星矢[37][38]日本語吹替も担当。

#### 日本映画
- 騒音（2015年）- 特別名誉教官の息子
- 劇場版 仮面ライダードライブ サプライズ・フューチャー（2015年）- 泊エイジ / 仮面ライダーダークドライブ[16][17]
- ちはやふるシリーズ - 綿谷新[39]
  - ちはやふる 上の句 / 下の句（2016年）
  - ちはやふる 結び（2018年）
- にがくてあまい（2016年9月10日）- 馬場園あつし[40]
- 少女（2016年） - 牧瀬光
- チア☆ダン〜女子高生がチアダンスで全米制覇しちゃったホントの話〜（2017年）- 山下孝介[41]
- ピーチガール（2017年）- 東寺ヶ森一矢
- ジョジョの奇妙な冒険 ダイヤモンドは砕けない 第一章（2017年）- 虹村億泰[42]
- 不能犯（2018年）- 百々瀬麻雄[43]
- OVER DRIVE（2018年）- 主演・檜山直純[44]
- 劇場版 コード・ブルー -ドクターヘリ緊急救命-（2018年）- 岩田彰生 役
- 十二人の死にたい子どもたち（2019年） - シンジロウ[45]
- 東京喰種トーキョーグール【S】（2019年）- 宗太[46]
- カイジ ファイナルゲーム（2020年）- 廣瀬湊[47]
- サヨナラまでの30分（2020年）- 主演・宮田アキ※北村匠海とW主演[48]
- とんかつDJアゲ太郎（2020年）- VIPルームの客（友情出演）[49]
- 名も無き世界のエンドロール（2021年）- マコト[50]
- ブレイブ 群青戦記（2021年）- 主演・西野蒼 役[51]
- るろうに剣心 最終章 The Final（2021年）- 雪代縁 役[52]
- 鋼の錬金術師シリーズ - スカー
  - 鋼の錬金術師 完結編 復讐者スカー（2022年）[53]
  - 鋼の錬金術師 完結編 最後の錬成（2022年）[53]
- 映画 イチケイのカラス（2023年）- 石倉文太（写真出演）
- ブルーピリオド（2024年）- エキストラ出演[54]

### ショートフィルム
- TADAIMA - 主演
- CALIFORNIA LIFE - 主演
- リセット・ゲーム - 主演( GANMA!の５周年プロジェクト)

### ドラマ

#### テレビ
- アストロ球団（2005年、テレビ朝日）- 新ちゃん※J.J Jr. Mackenyu 名義
- 『劇場版 仮面ライダードライブ サプライズ・フューチャー』公開記念! 1分間ストーリー（2014年、テレビ朝日）- 主演・泊エイジ[55]
- 世にも奇妙な物語 '14秋の特別編「シャドーボクシング」（2014年、フジテレビ）- 主演
- 保育探偵25時〜花咲慎一郎は眠れない!!〜（2015年、テレビ東京）- 鴨瀬仁志
- 夢を与える（2015年、WOWOW）- 正晃
- 初森ベマーズ 第6話（2015年、テレビ東京）- 佐々木幸次郎[56]
- 明日もきっと君に恋をする。（2016年、フジテレビ）- 夏樹翔太
- 仰げば尊し（2016年、TBS）- 木藤良蓮[57]
- 特命指揮官 郷間彩香（2016年、フジテレビ） 鈴木達也
- 僕たちがやりました（2017年、フジテレビ・関西テレビ）- 市橋哲人[58]
- 刑事ゆがみ 第6話（2017年、フジテレビ）- 貝取勝平[59]
- トドメの接吻（2018年、日本テレビ）- 並樹尊氏[60]
- 開局55周年特別企画ドラマスペシャル「二つの祖国」（2019年、テレビ東京）- 天羽勇[61]
- 同期のサクラ（2019年、日本テレビ） - 木島葵 役[62]
- リモートで殺される（2020年、日本テレビ）- 野村優作[63]
- イチケイのカラス（2021年、フジテレビ）- 石倉文太[64]
  - イチケイのカラス スペシャル（2023年、フジテレビ）- 石倉文太（回想）
- 19番目のカルテ（2025年、TBS） - 東郷康二郎 役[65]
- ちはやふる-めぐり- 第7話（2025年、日本テレビ） - 綿谷新 役[66]

#### WEB
- サクラ咲く（2016年、NOTTV）- 主演・武宮一平[67]
- Samantha Thavasa（2017年 - ）
- ONE PIECE（2023年、Netflix）- ロロノア・ゾロ[68]
- ワンダーハッチ -空飛ぶ竜の島-（2023年、Disney+ Star）- アクタ[69]
- フクロウと呼ばれた男（2024年、Disney+）- 大神龍[70]

### 舞台
- 花より男子（2016年）- 西門総二郎
- 地球ゴージャス公演vol.15 ZEROTOPIA（2018年） - アトラス 役
- 地球ゴージャス二十五周年祝祭公演「星の大地に降る涙 THE MUSICAL」（2020年）- シャチ [71]

### アニメ・ゲーム
- 二ノ国（2019年）- ハル[72]
- 妖怪ウォッチ ぷにぷに（2019年）- ハル 役

### CM
- ABC-MART（2017年9月 - ）
- マイナビ（2018年9月 - ） - マイナビウエディングとして初めてのメンズイメージキャラクターに就任 ※吉川愛と共演。
- NTTドコモ（2018年9月 - ） - ドニマル※長谷川博己・浜辺美波・星野源と共演。
- GATSBY（2018年9月 - ） -  ※柳楽優弥と共演。
- 花キューピット（2019年2月 - ） - 母の日のイメージキャラクター
- 幻冬舎文庫（2019年 - ） - 2019年度イメージキャラクター
- クロレッツ「そのイキだ。」（2020年3月 - ）
- JBC「名馬は二度生まれる」篇（2020年9月 - ） ※中村倫也・安田顕と共演。[73]
- CHARIS&Co.「スピケア」（2022年11月 - ）[74]
- 集英社 ONE PIECE「#ひとつなぎの150秒」（2023年10月）[75]

### アンバサダー
- 東京コミックコンベンション2023 アンバサダー（2023年）[76]

### 紀行・旅番組
- いい旅・夢気分（TX）※各年の夏に家族で出演
  - 2005年 - 五島列島の旅
  - 2006年 - 知床半島の旅
  - 2007年 - 高知・四万十川の旅
  - 2008年 - 長崎・対馬の旅
- さまぁ〜ずの世界のすげぇにツイテッタ〜「ポルトガル 闘牛士」（2014年10月19・26日、MBS）

## 書籍
- 太陽に微笑む花のように（2014年6月25日発売、小学館エンジェル文庫）- 表紙カバーモデル　ISBN 978-4-09-455011-5
- UP THE ROAD ARATA MACKENYU （2019年2月1日発売、幻冬舎）- ファースト写真集　ISBN 978-4-344-03401-3

## 受賞
- 第40回日本アカデミー賞 新人俳優賞（2017年）- 『ちはやふる-上の句- / ちはやふる-下の句-』[18][77]